# کریستوفر رایتس
کریستوفر رایتس (انگلیسی: Christopher Reitz؛ زادهٔ ۳ آوریل ۱۹۷۳) بازیکن هاکی روی چمن اهل آلمان بود.
وی همچنین برندهٔ جوایزی همچون برگ بوی نقره‌ای شده‌است.
وی در مسابقات کشوری و بین‌المللی در مجموع برندهٔ ۱ مدال طلا، ۱ مدال برنز شده‌است.